# Michał Machwic
Michał Machwic (ur. 12 października 1890 w Permie, zm. 31 maja 1958 w Milanówku) – polski reżyser i scenarzysta filmowy oraz publicysta i dziennikarz.

## Życiorys
W 1908 roku ukończył na terenie Rosji szkołę teatralną, studiował również prawo i kompozycję. Występował w teatrze, a w 1917 roku wyreżyserował film pt. Nędzarze i kapłanka bogini Astarte. Po powrocie do Polski również próbował sił jako reżyser i scenarzysta filmów fabularnych, a w 1934 roku wyreżyserował trzy filmy eksperymentalne, inspirowane muzyką Fryderyka Chopina. Ponadto od 1927 roku był dyrektorem i wykładowcą prywatnej Szkoły Filmowej oraz współzałożycielem Polskiego Związku Producentów Filmowych. W latach 1929–1930 był redaktorem naczelnym magazynu Kinoświat, a w latach 1931–1932 wydawał czasopismo Sztuka filmowa. Ponadto publikował w pismach Kino dla wszystkich oraz Wiadomości filmowe. 

Po II wojnie światowej pracował w Przedsiębiorstwie Państwowym Film Polski jako inspektor. W latach 50. XX wieku pozostawał bez stałego zajęcia, utrzymując się z tłumaczeń z języka rosyjskiego m.in. scenariuszy filmowych.
Postać Michała Machwica pojawia się w 8. odcinku serialu Bodo (prod. 2016), gdzie odtwarza ją Paweł Kubat.

## Filmografia
- Mów do mnie jeszcze (1922) – reżyseria
- Człowiek o błękitnej duszy (1929) – scenariusz, reżyseria